# حكة مهبلية
الحكة المهبلية هي الإحساس بالحاجة إلى خدش المنطقة التناسلية باستمرار. غالبًا ما يقتصر المصطلح على حكة الفرج أو المهبل، ولا يتضمن الحكة الشرجية لأنهما شيئان منفصلان تماما. و قد تصبح الحكة المهبلية خطيرة إذا استمرت فترة طويلة أو كانت شديدة أو مرتبطة بإفرازات مهبلية غير طبيعية. كما أنها يمكن أن تؤثر كثيرًا على نوعية حياة الشخص.
الأسباب الشائعة للمرض لدى النساء تشمل؛ عدوى الخميرة المهبلية والتهاب المهبل الجرثومي وداء المشعرات والتفاعلات التحسسية أو المهيجة والتهاب المهبل الضموري. وتشمل المهيجات الشائعة؛ الواقي الذكري، حساسية اللاتكس، ومبيدات النطاف، والعطور. قد تشمل الأسباب الأخرى؛ التهاب المهبل الفطري، وقمل العانة، والجرب، والتهاب الجلد التأتبي، والصدفية، و الحراز المتصلب. ونادرًا ما قد ينتج عن سرطان الفرج. يعتمد التشخيص عمومًا على الأعراض والفحص.
يتضمن العلاج معالجة السبب الأساسي إن أمكن. وتشمل الجهود الأخرى تجنب المهيجات المحتملة مثل منتجات وكريمات "تنظيف" المهبل و يجب ارتداء ملابس فضفاضة. من المهم أيضا الاستمرار في الغسل بالماء والصابون الخالي من العطور والألوان مع استخدام الفازلين. و قد تكون كريمات الستيرويد ومضادات الهيستامين مفيدة. كما أن تطبيق كريم الاستروجين على المنطقة يمكن أن يكون مفيدًا بعد انقطاع الطمث لمعالجة التهاب المهبل الضموري. أخيرا، تحدث الحكة المهبلية بشكل شائع نسبيًا عند الفتيات والنساء الصغيرات.
تنظيف المنطقة بالماء والصابون الخالي من العطر والألوان مع استخدام الفازلين. قد تكون كريمات الستيرويد ومضادات الهيستامين مفيدة. قد يكون تطبيق كريم الاستروجين على المنطقة مفيدًا كذلك بعد انقطاع الطمث لمعالجة التهاب المهبل الضموري. وتحدث حكة المهبل بشكل شائع نسبيًا عند الفتيات والنساء الصغيرات.